# Lophozia mayebarae
Lophozia mayebarae là một loài rêu tản trong họ Jungermanniaceae. Loài này được (S. Hatt.) N. Kitag. miêu tả khoa học lần đầu tiên năm 1966.